# Cowboys de Calgary
Pour les articles homonymes, voir Cowboy.
Les Cowboys de Calgary sont une franchise de hockey sur glace qui évolue dans l'Association mondiale de hockey pendant deux saisons. L'équipe, basée à Calgary dans l'Alberta au Canada, fait ses débuts dans l'AMH en 1975 mais arrête ses activités après seulement deux saisons.

## Histoire
La franchise est créée à la base pour la saison 1972-1973 sous le nom des Screaming Eagles de Miami mais en raison d'un manque de finances et sans patinoire, l'équipe ne joue pas un seul match de la saison. À  la place la franchise est déménagée pour cette première saison qu'elle joue sous le nom de Blazers de Philadelphie. À la suite de cette saison la franchise est une nouvelle fois déménagée et devient les Blazers de Philadelphie à la suite du rachat par Jimmy Pattison. Après deux saisons passées, l'équipe est déménagée et devient les Cowboys de Calgary pour deux nouvelles saisons.

## Résultats saison par saison
| Saison    | PJ | V  | D  | N | BP  | BC  | Pts | Classement             | Séries éliminatoires                         |
| --------- | -- | -- | -- | - | --- | --- | --- | ---------------------- | -------------------------------------------- |
| 1975-1976 | 80 | 41 | 35 | 4 | 307 | 282 | 86  | 3e division Canadienne | 4-1 Nordiques de Québec 1-4 Jets de Winnipeg |
| 1976-1977 | 81 | 31 | 43 | 7 | 252 | 296 | 69  | 5e division Ouest      | Non qualifiés                                |